# Zorzines chionopepla
Zorzines chionopepla là một loài bướm đêm trong họ Noctuidae.